# 第六次霍乱大流行

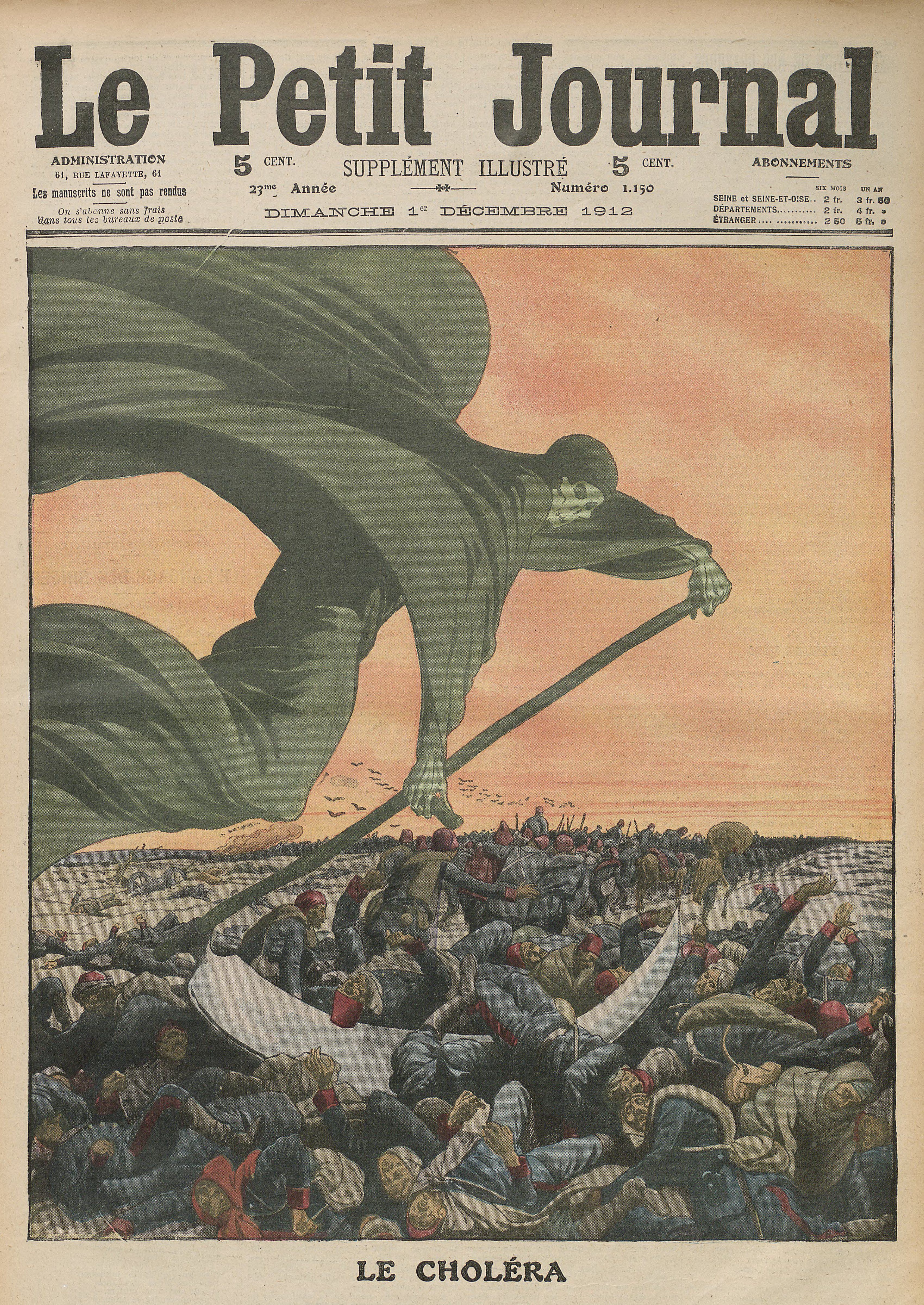
法国《小日报》关于霍乱大流行期间死神降临的绘画（1912年）。

第六次霍乱大流行（英文：Sixth cholera pandemic），是指于1899年—1923年间发生的霍乱大流行，是历史上第六次霍乱的大规模爆发。 此次疫情起始于印度，在当地造成了超过80万人死亡，此后传播到中东、北非以及欧洲部分地区。
1902年（光绪二十八年），中国清朝北京、天津、上海等全国多地爆发了大规模霍乱疫情。 罗福德（L. H. Lawford）的《杭州关十年报告（1902—1911）》中提到，1902年6—7月期间，杭州城内及周围地区霍乱流行导致约1万人丧生。 1909年（宣统元年），霍乱再度大规模爆发。
第六次霍乱大流行期间，中华民国在1919年曾爆发过霍乱疫情。据《河南防疫实录》报道，霍乱于1919年在上海、福建、山东、河北和东北三省等地流行，河南有47个县出现疫情，有185,251人受感染、46,947人死亡。根据上海租界工部局的统计，1919年霍乱导致中外人士总死亡数为681人。日治时期的台湾亦爆发重大霍乱疫情，其中以臺北地區的疫情最為嚴重，死亡率高達80％，共有1,633人患病、1,358人死亡。知名医学家伍连德曾参与1919年的霍乱救治，他当时的一项重要工作是“把传单发给治愈者和他们的亲友，用亲身实例表明现代治疗方法胜过古老的方法。” 此后的1926年、1932年民国亦再次发生大规模的霍乱流行。